# Лазе при Драмљах
Лазе при Драмљах (словен. Laze pri Dramljah) су насељено место у општини Шентјур, Савињска регија, Словенија.

## Историја
До територијалне реорганизације у Словенији биле су у саставу старе општине Шентјур при Цељу.

## Становништво
У попису становништва из 2011. године, Лазе при Драмљах су имале 169 становника.
| Број становника према пописима | Број становника према пописима | Број становника према пописима |
| ------------------------------ | ------------------------------ | ------------------------------ |
| 1991                           | 2002                           | 2011                           |
| 157                            | 161                            | 169                            |

Напомена: До 1955. исказивано под именом Лазе.